# カタシロワシ
カタシロワシ（肩白鷲、Aquila heliaca）は、鳥綱タカ目タカ科イヌワシ属に分類される鳥類。

## 分布
アゼルバイジャン、ウクライナ、オーストリア、カザフスタン、ギリシャ、ジョージア、スロバキア、セルビア、チェコ共和国、中華人民共和国、トルコ、ハンガリー、ブルガリア、マケドニア、ロシアで繁殖する。冬季になるとイラク、インド北部、エチオピア、中華人民共和国南部、モンゴル国、紅海沿岸部、インドシナ半島などへ南下し越冬する。日本では冬季に、まれに飛来することがある（冬鳥）。

## 形態
全長73 - 83センチメートル。翼長オス57 - 61センチメートル、メス61 - 67センチメートル。翼開長190 - 210センチメートル。全身は黒褐色で、頭頂から後頸にかけては黄褐色。肩羽の一部と雨覆は白い。
幼鳥は頭部や下面が淡色。

## 分類
和名はカタジロワシとされることもあるが、誤記とされる。一例として1997年の日本鳥学会による日本産鳥類リストでもカタジロワシとされていたが、後に学会誌で訂正されている。

## 生態
越冬地では農耕地や干拓地などに生息する。
ノウサギ類などの哺乳類、カモ類・キジ類・シギ類などの鳥類、トカゲ類やヘビ類などの爬虫類、動物の死骸などを食べる。
繁殖様式は卵生。樹上に営巣するが、樹木のない環境では茂みや断崖でも営巣する。平均で2 - 3個の卵を産む。卵は約43日で孵化する。雛は孵化してから、65 - 70日で巣立つ。

## 人間との関係
森林伐採などによる生息地の破壊や営巣木・獲物の減少、狩猟、送電線との衝突死、人間による攪乱などにより生息数は減少している。1976年にイヌワシ属単位で、チュニジアの個体群がワシントン条約附属書IIIに掲載されている。一方で2019年の時点でBirdLife Internationalでは本種の分布に、チュニジアを含めていない。1977年に、ワシントン条約附属書Iに掲載されている。

## 画像

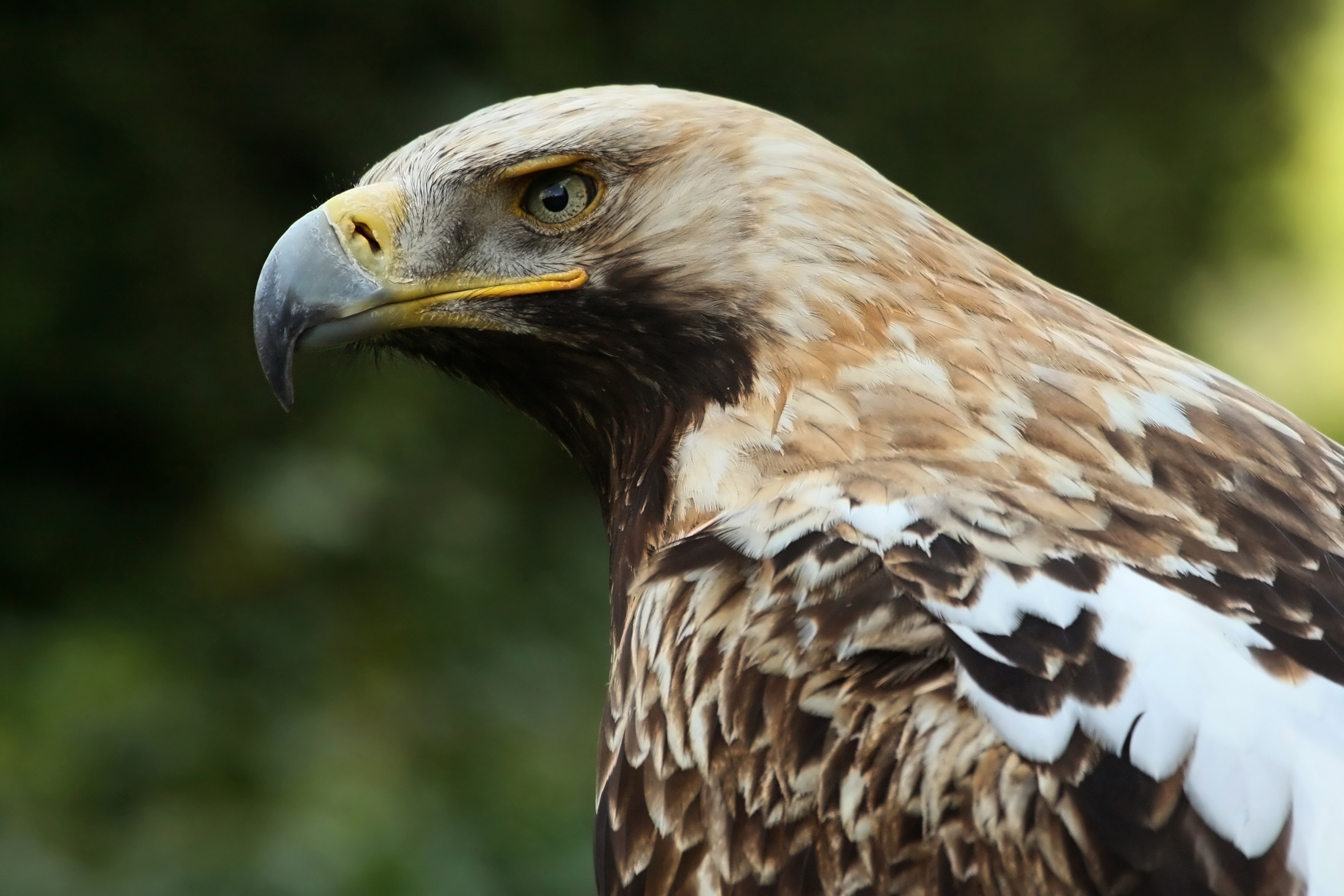
頭部
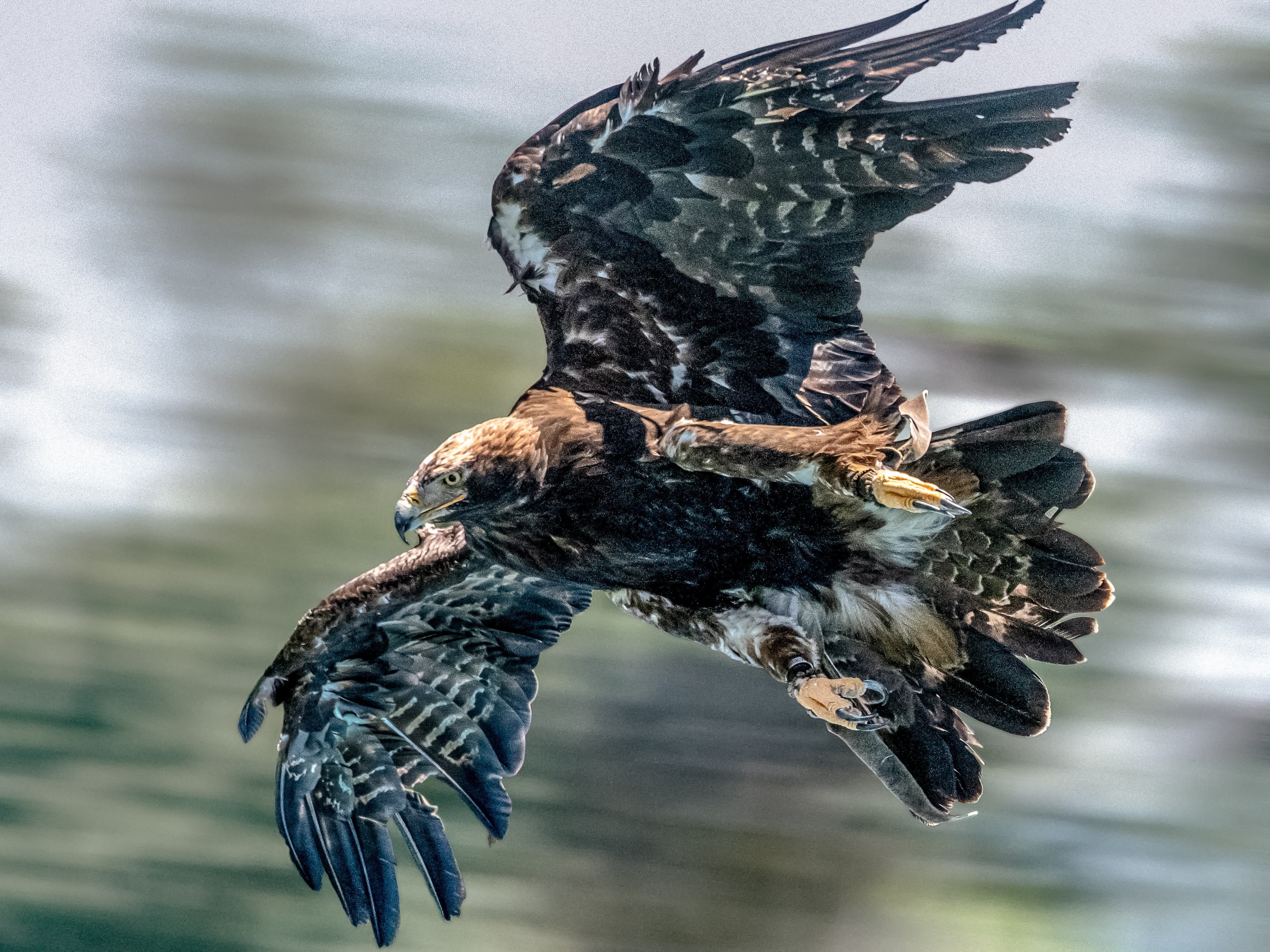
飛翔の様子
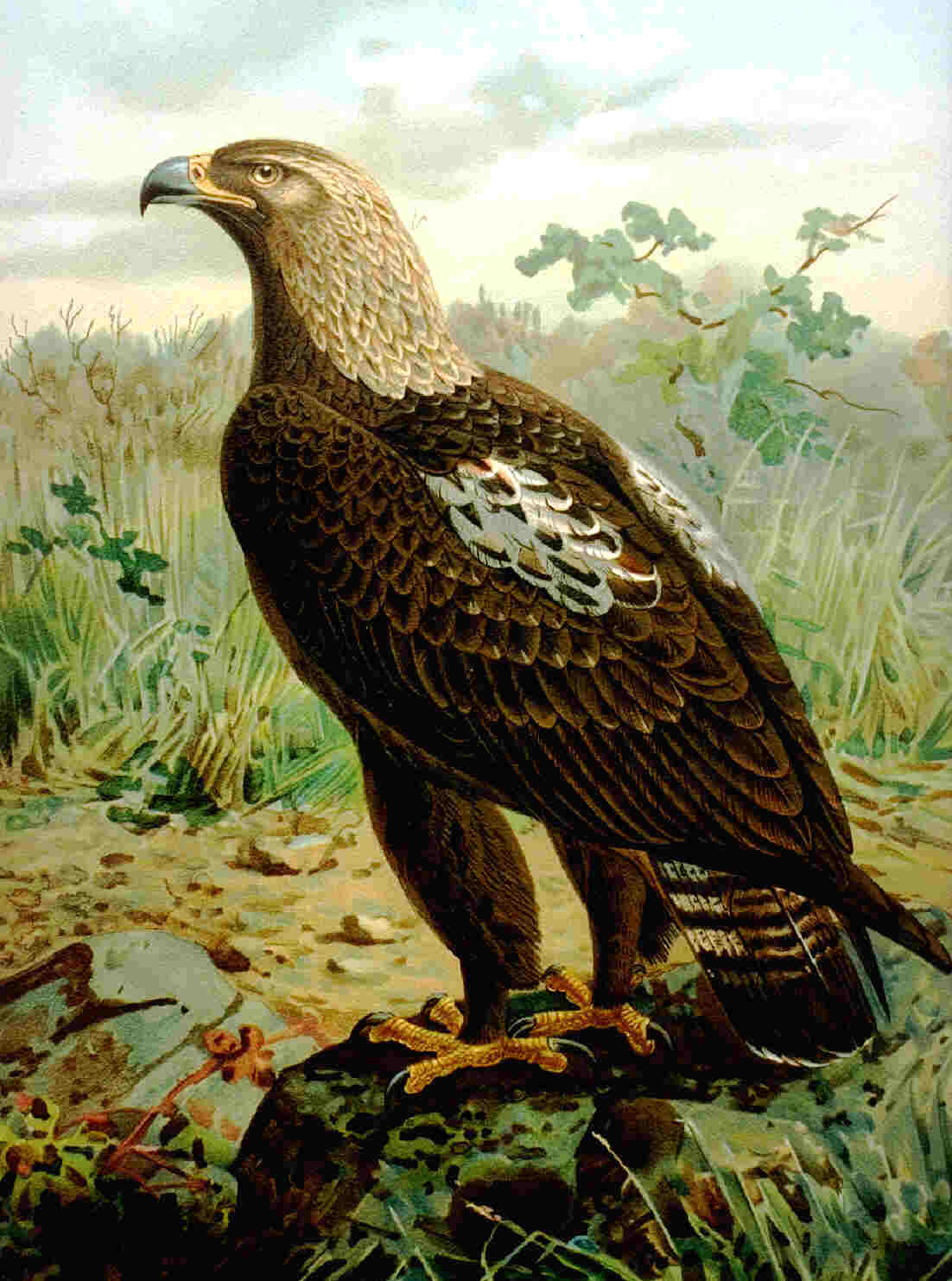
イラスト
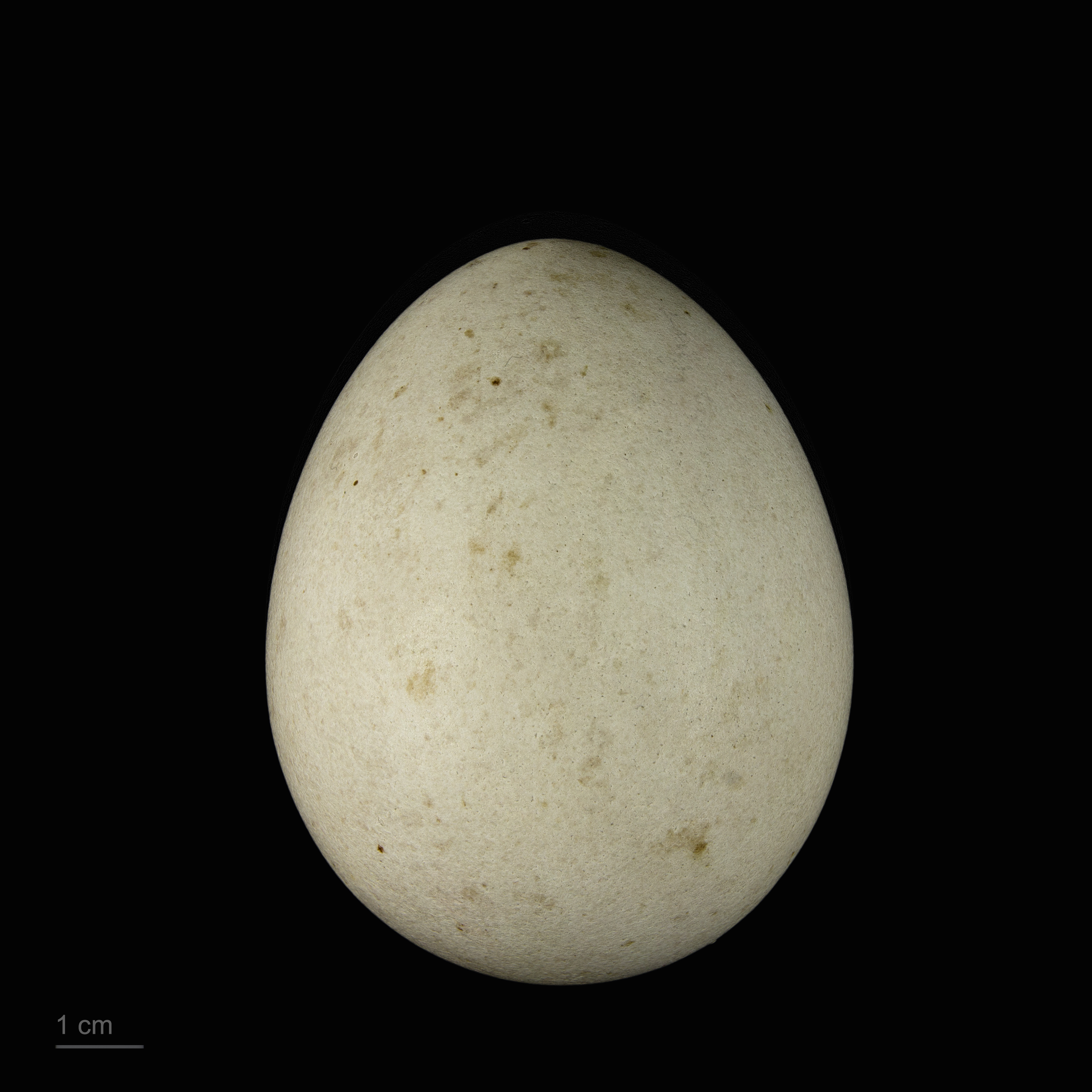
卵